# Egmont Manga & Anime
Egmont Manga & Anime est une maison d'édition allemande de mangas. Fondée en 2000, c'est une filiale de la maison d'édition Egmont Ehapa Verlag. En octobre 2010, le catalogue de l'éditeur comprenait environ 1000 titres, et le rythme de publication était de 200 titres par an. De 1994 à 2000, Egmont avait publié des mangas sous le label Feest Comics, du nom d'une maison d'édition qu'elle avait racheté en 1991.